# Polityka mieszkaniowa
Polityka mieszkaniowa – jest częścią polityki społecznej państwa. Jej zadaniem jest badanie, ocenianie problemu mieszkaniowego oraz wyrównywanie szans społecznych w dostępie do mieszkań.
Problem mieszkaniowy jest ważną kwestią społeczną, gdyż mieszkanie jest podstawowym dobrem człowieka spełniającym funkcje: ekonomiczną, socjalizacyjną, społeczną.
Mieszkanie decyduje o materialnych i społecznych warunkach, w których żyje człowiek. Cechy fizyczne mieszkania; powierzchnia, lokalizacja tworzą ramy egzystencji jednostki, rodziny i społeczeństwa. W procesie rozwoju społecznego nastąpiła ewolucja potrzeb mieszkaniowych od prostego schronienia do lepiej wyposażonych mieszkań. Budowa i utrzymanie zasobów mieszkaniowych, pochłaniając znaczną część produktu krajowego i angażując duże zasoby pracy, stanowi ważną dziedzinę gospodarki. Nakłady na pokrycie potrzeb mieszkaniowych mogą pochodzić z dochodów osobistych, ze środków publicznych, organów państwa, samorządów, organizacji o charakterze społecznym. Poczucie sprawiedliwości społecznej domaga się tworzenia godziwych warunków życia dla rodzin, które nie są w stanie własnym wysiłkiem ich sobie zapewnić. Niezbędne wydają się działania na rzecz zmniejszenia nierówności i tworzenia jednakowych szans rozwoju jednostkom i rodzinom.
Wyróżniamy trzy podstawowe zasady polityki mieszkaniowej:
1. korzystanie z samodzielnego mieszkania jest prawem każdej jednostki i rodziny,
2. zagwarantowanie tego prawa jest powinnością państwa wobec obywateli,
3. koniecznością jest wspomaganie strefy mieszkaniowej z pomocą środków publicznych.

Prawa do mieszkania nie można jednak rozumieć jako obowiązku dostarczenia mieszkania wszystkim potrzebującym, a jedynie jako powinność wkroczenia w sytuacjach wymagających pomocy w uzyskaniu i utrzymaniu mieszkania o standardzie uznanym w danych warunkach gospodarczych za wystarczający.
Doświadczeniem krajów europejskich jest, poza powołaniem wyspecjalizowanych instytucji finansujących budowę mieszkań lokatorskich (socjalnych), utworzenie różnych organizacji użyteczności społecznej zajmujących się budowaniem mieszkań bardziej niż zarządzaniem zespołami mieszkaniowymi na wynajem. Spotyka się różne organizacje tworzone przez samorządy lokalne, fundacje, instytucje społeczne, kościoły i spółdzielnie mieszkaniowe. Są to w zasadzie instytucje społeczne działające na zasadzie non profit (bez zysku).

## Polityka mieszkaniowa w Polsce
Mieszkalnictwo w Polsce jest jedną z najbardziej zaniedbanych dziedzin i należy do najgorzej zaspakajających potrzeby społeczne. Przyczyn regresu budownictwa nie można upatrywać w braku środków materialno-technicznych czy niedostatku wykonawstwa, tkwią one w załamaniu się źródeł finansowania budownictwa mieszkaniowego. Warunki mieszkaniowe w Polsce pozostają daleko w tyle do krajów Europy Zachodniej. Trudną sytuację odczuwa większa część społeczeństwa, a wyrażona jest ona deficytem mieszkań w stosunku do liczby gospodarstw domowych. Do zadań władz lokalnych należy:
- element C popieranie budownictwa, Towarzystw Budownictwa Społecznego, i współdziałanie z nimi, tworzenie im warunków działania,
- strategia utrzymania, modernizacji i odnawiania posiadanych zasobów mieszkaniowych,
- pomoc i wspieranie budownictwa indywidualnego,
- budownictwo socjalne, pomoc grupom niedostatku społecznego, walka z bezdomnością,
- prowadzenie polityki budownictwa społecznego, dostarczenia terenów, ich uzbrojenie i rozbudowa urządzeń komunalnych,
- lokalna polityka budowlana, opieka nad drobną wytwórczością i rzemiosłem.

Przejście w procesie transformacji ustrojowej do realizacji rynkowego sektora mieszkaniowego odbyło się zgodnie z zasadą, iż nabycie lub budowa mieszkania na własność ma być podstawową ścieżką do zapewnienia dachu nad głową. Z kolei odpowiedzialnością za zaspokojenie potrzeb mieszkaniowych, zwłaszcza gospodarstw domowych o niskich dochodach, obarczono gminy. Nowo powstałe jednostki samorządu terytorialnego przejęły 1,98 mln mieszkań (16,7% ogółu zasobów mieszkaniowych), które wcześniej należały do państwowych przedsiębiorstw gospodarki mieszkaniowej. Polityka mieszkaniowa gmin w większości skupiała się na intensywnej sprzedaży lokali dotychczasowym najemcom, najczęściej z dużymi bonifikatami. Polityka ta, prowadzona do dzisiaj, doprowadziła do szybkiego kurczenia się zasobów mieszkań komunalnych.
Polska jest w czołówce krajów europejskich, w których ludność mieszka w przeludnionych nieruchomościach (41 proc.). Według badań z 2018 roku, brak mieszkania lub złe warunki mieszkaniowe są uznawane za jeden z trzech najważniejszych problemów polskich rodzin przez 40% respondentów. W samych miastach bez łazienki jest 336,9 tys. mieszkań, a 89,4 tys. nie ma wody.
Wydatki budżetu państwa na sferę mieszkaniową należą do najniższych w Unii Europejskiej. Bezpośrednie wydatki budżetowe rzędu 2,1 mld zł w 2018 r. i 1,2 mld zł w 2019 r. stanowią ok. 0,08% PKB kraju, przy średnich wydatkach na cele mieszkaniowe w krajach Unii Europejskiej na poziomie 0,5% PKB.
Uzyskanie poprawy warunków mieszkaniowych ludności będzie możliwe jedynie przy wielostronnej pomocy państwa, bezpośrednich działaniach samorządów lokalnych, różnych organizacji i instytucji społecznych oraz samej ludności. Tylko wspólne działanie wszystkich tych grup może przyczynić się do rozładowania kwestii mieszkaniowej w Polsce.